# Cryptandra
Cryptandra là một chi thực vật có hoa thuộc họ Táo (Rhamnaceae). Chi này được James Edward Smith mô tả khoa học lần đầu tiên năm 1798 nhưng không định danh bất kỳ loài nào mà chỉ xác định khu vực sinh sống là Australasia. Năm 1805 Christiaan Hendrik Persoon mô tả loài đầu tiên dựa theo mô tả chung trước đó của Smith và ông đặt tên cho loài này là Cryptandra australis. Tới năm 1808, Smith mô tả hai loài là C. ericoides và C. amara., trong đó C. ericoides là trùng khớp với C. australis.

## Từ nguyên
Cryptandra bắt nguồn từ tiếng Hy Lạp cổ κρύπτω (krúptō) nghĩa là ẩn, che giấu và ἀνήρ (andró) nghĩa là con đực, nhị hoa; ở đây là nói tới các nhị hoa được các vảy che phủ.

## Phân bố
Các loài trong chi này là đặc hữu Australia.

## Các loài
Danh sách loài lấy theo Plants of the Wirld Online:
- Cryptandra alpina Hook.f., 1855
- Cryptandra amara Sm., 1808
- Cryptandra apetala Ewart & Jean White, 1909
- Cryptandra arbutiflora Fenzl, 1837
- Cryptandra aridicola Rye, 1995
- Cryptandra armata C.T.White & W.D.Francis, 1921
- Cryptandra australis Pers., 1805[3] (đồng nghĩa: C. ericoides Sm., 1808[2]) - Loài điển hình của chi.
- Cryptandra beverleyensis Rye, 2007
- Cryptandra ciliata A.R.Bean, 2004
- Cryptandra congesta Rye, 1995
- Cryptandra connata C.A.Gardner, 1928
- Cryptandra coronata Reissek, 1848
- Cryptandra craigiae Rye, 2007
- Cryptandra crispula Rye, 2007
- Cryptandra debilis A.R.Bean, 2004
- Cryptandra dielsii C.A.Gardner ex Rye, 2007
- Cryptandra distigma Rye, 1995
- Cryptandra exilis D.I.Morris, 1991
- Cryptandra exserta Rye, 2007
- Cryptandra filiformis A.R.Bean, 2004
- Cryptandra gemmata A.R.Bean, 2004
- Cryptandra glabriflora Benth., 1863
- Cryptandra graniticola Rye, 1995
- Cryptandra hispidula Reissek & F.Muell., 1858
- Cryptandra imbricata Rye, 2007
- Cryptandra inconspicua Rye, 2007
- Cryptandra intermedia (Rye) Rye, 2007
- Cryptandra intonsa Rye, 1995
- Cryptandra intratropica W.Fitzg., 1918
- Cryptandra lanosiflora F.Muell., 1862
- Cryptandra leucophracta Schltdl., 1847
- Cryptandra leucopogon Meisn. ex Reissek, 1848
- Cryptandra longistaminea F.Muell., 1862
- Cryptandra micrantha Rye, 2007
- Cryptandra minutifolia Rye, 1995 (đồng nghĩa: C. parvifolia Turcz., 1858 không (Hook.) Hook.f., 1853-1859/1860)
- Cryptandra monticola Rye & Trudgen, 1995
- Cryptandra multispina Rye, 2007
- Cryptandra mutila Nees ex Reissek, 1848
- Cryptandra myriantha Diels, 1904
- Cryptandra nola Rye, 1995
- Cryptandra nutans Steud., 1845
- Cryptandra orbicularis A.R.Bean, 2004
- Cryptandra parvifolia (Hook.) Hook.f., 1853-1859/1860 không Turcz., 1858
- Cryptandra pendula Rye, 2007
- Cryptandra pogonoloba A.R.Bean, 2004
- Cryptandra polyclada Diels, 1904
- Cryptandra propinqua A.Cunn. ex Fenzl, 1837 không Schltdl., 1847
- Cryptandra pungens Steud., 1845
- Cryptandra recurva Rye, 1995
- Cryptandra rigida A.R.Bean, 2004
- Cryptandra scoparia Reissek, 1848
- Cryptandra speciosa A.Cunn. ex Kellermann & Udovicic, 2007
- Cryptandra spinescens Sieber ex DC., 1825
- Cryptandra spyridioides F.Muell., 1862
- Cryptandra stellulata Rye, 2007
- Cryptandra tomentosa Lindl., 1848
- Cryptandra triplex K.R.Thiele ex Kellermann, 2006
- Cryptandra waterhousii (F.Muell.) F.Muell., 1882
- Cryptandra wilsonii Rye, 1995

## Mô tả
Lá tụ lại thành chùm. Hoa hình đầu bên ngoài có lông tơ dài. Đài hoa 5 lá, hạ, bền, dạng màng. Tràng hoa hình ống hay hình chuông nhỏ, bên ngoài có lông tơ, gồm 1 cánh hoa dài hơn đài hoa, phiến chẻ 5 phần đều nhau; vảy 5, so le với các đoạn của phiến tràng, chèn vào đáy của chúng, thuôn tròn, có nắp dạng vòm, giữa các đoạn phiến tràng. Nhị hoa 5, chèn vào họng ống tràng tại đỉnh của nó, phía dưới mỗi vảy. Chỉ nhị rất ngắn. Bao phấn thuôn tròn, thẳng đứng, không lông, 2 ngăn. Bầu nhụy thượng, thuôn tròn, 3 thùy. Vòi nhụy đơn, thẳng, dài như ống tràng. Đầu nhụy nhỏ, chẻ ba. Quả nang thượng, dạng quả thạch nam, 3 mảnh vỏ, 3 ngăn tạo thành từ các mảnh vỏ cụp trong. Hạt đơn độc, nén ép, hình elip.